# Camarões nos Jogos Paralímpicos de Verão de 2012
Camarões irá participar dos Jogos Paralímpicos de Verão de 2012, que irão acontecer na cidade de Londres, na Grã-Bretanha.

## Desempenho

### Levantamento de peso
Masculino
| Atletas                  | Evento | Resultado | Posição |
| ------------------------ | ------ | --------- | ------- |
| Conrat Frederic Atangana | -56 kg | 155,0     | 9º      |